# Johan Wulfwenstierna
Johan Wulfwenstierna, född 18 november 1711, död 14 juni 1758 på Hällefors bruk, var en svensk ämbetsman. Han var son till Jonas Wulfwenstierna och bror till Gustaf Wulfwenstierna.
Wulfwenstierna var riddarhussekreterare 1741–1747 och kammarråd från 1747. Han skötte dessa befattningar på ett förtjänstfullt sätt. Under mössornas kamp mot hattväldet på 1740- och 1750-talen var Wulfwenstierna en av deras bästa riddarhustalare.